# Serhij Žadan
Serhij Viktorovyč Žadan (ukrajinsky Сергі́й Ві́кторович Жада́н, * 23. srpna 1974, Starobilsk, Luhanská oblast, Ukrajina) je ukrajinský básník, prozaik, esejista, překladatel, performer a režisér.

## Biografie
Vystudoval germanistiku na charkivské pedagogické univerzitě. V letech 2000 – 2004 zde přednášel světovou literaturu. Překládá z němčiny, běloruštiny a ruštiny. Jeho texty byly přeloženy do němčiny, angličtiny, polštiny, srbštiny, chorvatštiny, litevštiny, běloruštiny, ruštiny, arménštiny a češtiny. 
Dohromady napsal více než dvacet knih a sestavil řadu antologií. Jeho próza je kronikou devadesátých let a současně literární mapou východní Ukrajiny. Svou poezii sám často s velkým úspěchem přednáší. 
Žije v Charkově. Vystupuje s charkovskou skupinou Sobaky v kosmosi, s níž vydal album Sportyvnyj klub armiji. Organizuje festivaly a jiné kulturní a politické akce. V březnu 2011 získal jeho román Vorošylovhrad ocenění Ukrajinská kniha roku 2010. Tuto literární cenu uděluje ukrajinská redakce BBC.
Dne 5. března 2022 ho Polská akademie věd nominovala na Nobelovu cenu za literaturu.

## Český kontext
V roce 2015 byl hostem 16. ročníku Měsíce autorského čtení. Ve stejném roce byl s autorem natočen portrét pro cyklus Ukrajinská čítanka – Ukrajina, davaj, Ukrajina, který vznikl v koprodukci nakladatelství Větrné mlýny a tří veřejnoprávních televizí z Česka (ČT), Polska (TVP) a Slovenska (RTVS). Režisérem dílu je Aniela Astrid Gabryel.
V českém překladu vyšly zatím tři jeho básnické sbírky, tři romány (Internát, Depeche Mode, Jazz na Donbase), jedna kniha povídek (Big Mac) a řada kratších textů v časopisech nebo antologiích. Jeho texty překládají Alexej Sevruk, Miroslav Tomek, Norbert Holub, Tomáš Vašut a další.

## Styl
Žadanův básnický styl se vyznačuje originálním spojením některých prvků moderní ukrajinské poezie (zejména futurismu) a elementů punkové subkultury se symbolickým prostorem industriální velkoměstské krajiny. Častými náměty jsou dramatické příhody kriminálníků a jiných marginálních existencí:
| „ | A pak ta žena, ty noci, plné vášně, hotel, ve kterém pracovala, a já jsem jí šeptal, Natacho, tvé srdce je teď v mých rukou, cítím, jak je něžné a horké, ona se jen smála, uhýbala pohledem, blbečku, to není srdce, to je silikon, pusť, to vůbec není srdce, moje srdce je tvrdé a studené, jako hokejové kotouče. Tak tedy spolu jsme utíkali z bundesu, s jejími doklady a mými dluhy, jako Marie a Josef na dvou oslech, kupujíce na benzínkách jen to nejnutnější – konzervy a prezervativy. | “ |

Pro Žadanovy básnické i prozaické texty je příznačná energie a punková syrovost. Dobrým příkladem je slavný text Kupředu levá:
| „ | Kupředu levá. Nikdy se nezajímej o politiku, nečti noviny, neposlouchej rádio, vyhoď monoskop ze svého TV a dej tam barevný portrét Maa nebo Fidela, nenech se jima ojebávat, nepřipojuj se k síti, nechoď k volbám, nepodporuj demokracii, nenavštěvuj mítinky... | “ |

V povídkové sbírce Big Mac, již napsal během stipendijního pobytu v Rakousku, svérázným způsobem zachycuje bohémský život studentů a umělců, s nimiž se setkával během měsíců, strávených na vídeňské universitě:
| „ | Co je výhodou takovýchhle spontánních improvizovaných známostí oproti trvalým a poctivě pěstovaným přátelským vztahům? Výhoda spočívá v jejich upřímnosti, otevřenosti a nenucenosti. Svému novému známému můžeš vyprávět, co se ti zachce: o svém dětství, o přátelích paralyticích nebo o sousedech-upírech, on ti bude splácet toutéž mincí, budete si navzájem slibovat celé vzdušné zámky dalšího setkávání, věčného přátelství a vzájemně prospěšného uměleckého partnerství, budete se zvát na panáky a rozdělíte se o poslední trošku dobrého podalpského haše, budete chodit po neznámých místech, seznámíte se s otrapy, kteří, jak se později ukáže, jsou starými známými, ba dokonce příbuznými jednoho z vás, budete sborově zpívat německé nacistické pochodové písně, křičet z balkónů různé nepěkné věci, začnete se u stanoviště taxíků navážet do transvestitů a nakonec jednomu rozbijete držku, najdete ve tři ráno levný bar a pokusíte se koupit od barmanky kokain, a když vás odtamtud vyhodí, ani nepochopíte proč, a až pojedete volkswagenem přeplněným neznámými lidmi z jednoho večírku na druhý, úspěšně zabloudíte ve čtvrti, kterou ve skutečnosti dobře znáte a začnete nešťastně kroužit kolem jednoho a téhož bloku, přičemž se budete divit a stěžovat si, jak moc jednotvárná architektura tu je a že domy jsou si tu tak podobné, že se tu nedá nic najít, a až někdy po čtvrté jednoho z vás napadne, že je přece jen čas zastavit se, najdete automat s kolou, koupíte pár lahví té chladné tekutiny a začnete ji do sebe lačně lít, zatímco si budete pod teplým hvězdným nebem navzájem připomínat, jak se vlastně jmenujete. | “ |

## Dílo
Básnické sbírky
- „Cytatnyk“ (1995, Kyjiv)
- „Generál Jidáš“ (1995, Kyjiv)
- „Pepsi“ (1998, Charkiv)
- „Vybrani poeziji. 1992-2000“ (2000, Doněck)
- „Balady pro vijnu i vidbudovu“ (2001, Lviv)
- „Istorija kultury počatku stolittja“ (2003, Kyjiv)
- „Cytatnyk“ (Charkiv, 2005)
- „Maradona“ (Charkiv, 2007)
- „Efiopija“ (Charkiv, 2009)
- „Lili Marlen“ (Charkiv, 2009)
- „Vohnepalni j nožovi“ (Charkiv, 2012)
- „Žyttja Mariji. Knyha viršiv i perekladiv“ (Černovice, 2015, obsahuje také překlady básní Rainera Marii Rilka a Czesława Miłosze)
- „Tamplijery. Novi virši 2015–2016“ (Černovice, 2016)
- „Antena“ (Černovice, 2018)
- „Spysok korabliv. Novi virši 2018–2019“ (Černovice, 2020)
- „Psalom aviaciji“ (Černovice, 2021)

Próza
- „Big Mak“(Kyjiv, 2003)
- „Depeš Mod“ (Charkiv, 2004)
- „Anarchy in the UKR“ (Charkiv, 2005)
- „Hymna demokratické mládeže“ (Charkiv, 2005)
- „Big Mak²“ (Kyjiv, 2006)
- „Kapital“ (Charkiv, 2006)
- „Vorošylovhrad“ (Charkiv, 2010)
- „Mesopotamija“ (Charkiv, 2014; román složený z povídek a 30 básní)
- „Internat“ (Černovice, 2017)

V češtině
- Big Mac (Praha: Agite/Fra, 2011. Překlad: Miroslav Tomek, Alexej Sevruk)
- Dějiny kultury začátku století (Praha: Petr Štengl, 2013. Překlad: Alexej Sevruk)
- Ze života Marie (1. vyd. Brno: Větrné mlýny, 2015. 25 S. Překlad: Miroslav Tomek, Norbert Holub a Alexej Sevruk)
- Internát (1. vyd. Praha: Argo, 2023. Překlad: Miroslav Tomek)
- Depeche Mode (1. vyd. Praha: Fra, 2023. Překlad: Miroslav Tomek)
- Nový pravopis (1. vyd. Praha: Fra, 2024. Překlad: Radka Rubilina)
- Jazz na Donbase (1. vyd. Praha: Argo, 2024. Překlad: Miroslav Tomek); v originále Vorošylovhrad